# Hans Leutenegger
Hans Leutenegger, född 16 januari 1940, är en schweizisk före detta bobåkare.
Leutenegger blev olympisk guldmedaljör i fyrmansbob vid vinterspelen 1972 i Sapporo.